# Harpactea albanica
Harpactea albanica är en spindelart som först beskrevs av Lodovico di Caporiacco 1949.  Harpactea albanica ingår i släktet Harpactea och familjen ringögonspindlar.
Artens utbredningsområde är Albanien. Inga underarter finns listade i Catalogue of Life.